# Balafom

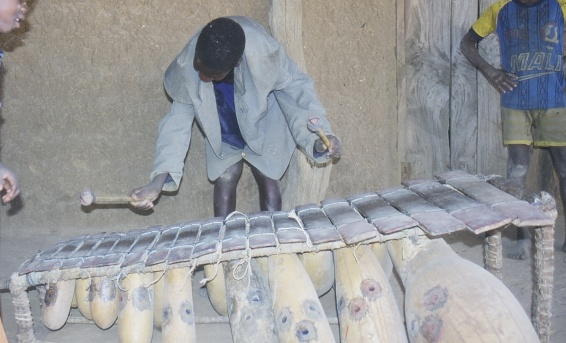
Um músico executa o balafom

Balafom (balafon) é um instrumento musical  comum na África sub-saariana e precursor do xilofone. Possui um reduzido número de teclas e utiliza uma solução de cabaças para os ressonadores. Isto exige um formato curvo e amarrações em couro e cordas. Alguns músicos de jazz têm demonstrado interesse por este instrumento musical africano, tendo introduzido-o em seus trabalhos vanguardistas. É tocado com duas baquetas.
A variante designada sosso-bala foi integrada pela UNESCO na lista representativa do Património Cultural Imaterial da Humanidade em 2008.